# Aroztegieta
Aroztegieta es una entidad de población española del municipio de Dima, perteneciente a la provincia de Vizcaya, en la comunidad autónoma del País Vasco.

## Toponimia
El lugar puede aparecer referido como «Aroztegieta», «Arosteguieta» y «Arostegieta».

## Historia
Hacia mediados del siglo XIX, el lugar, ya por entonces perteneciente a Dima, tenía contabilizada una población de 158 habitantes. Aparece descrito en el segundo volumen del Diccionario geográfico-estadístico-histórico de España y sus posesiones de Ultramar de Pascual Madoz con las siguientes palabras:

AROSTEGUIETA: barrio en la prov. de Vizcaya, part. jud. de Durango y uno de los que constituyen la anteigl. de Dima (V.): pobl. 38 vec., 158 almas.
(Madoz, 1845, p. 593)

En 2022, tenía empadronados 62 habitantes.